# Voies navigables de France
Voies navigables de France (VNF) er den nationale franske myndighed, der har ansvaret for de indre franske vandveje. Myndigheden er underlagt Ministère de l'Écologie, de l'Énergie, du Développement durable et de la Mer. De har ansvaret for 6.700 km kanaler og sejlbare floder, for mere end 2.000 permanente strukturer og 40.000 hektar jord, der grænser op til vandvejene.

## Ekstern henvisning
Den officielle hjemmeside